# Trichocolletes rufus
Trichocolletes rufus är en biart som först beskrevs av Rayment 1930.  Trichocolletes rufus ingår i släktet Trichocolletes och familjen korttungebin. Inga underarter finns listade i Catalogue of Life.